# عزيزي إيفان هانسن (مسرحية)
عزيزي إيفان هانسن هي مسرحية موسيقية تحتوي على موسيقى وأغاني، من كلمات بنج باسيك وجوستين بول، وومن كتاب لستيفن ليفنسون.   تتابع المسرحية الموسيقية إيفان هانسن، وهو طالب ثانوي يعاني من القلق الاجتماعي «الذي اخترع لنفسه دورًا مهمًا في مأساة لم يكسبها».
افتتحت المسرحية الموسيقية في برودواي في مسرح ميوزيك بوكس في ديسمبر 2016، بعد العرض العالمي الأول في أرينا ستيج في واشنطن العاصمة في يوليو 2015، وإنتاج خارج برودواي في مسرح المرحلة الثانية من مارس إلى مايو 2016. وانتهى العرض في 18 سبتمبر 2022.
عند الافتتاح تلقى العرض إشادة من النقاد. في ال جوائز توني ال71 ، تم ترشيحه لتسع جوائز، وفاز بستة، بما في ذلك أفضل موسيقى، أفضل كتاب، أفضل نتيجة، أفضل ممثل لبن بلات، وأفضل ممثلة مميزة لريتشيل باي جونز.
تم تعديل الفيلم المبني على المسرحية من قبل ستيفن تشبوسكي وشارك في إنتاجه مارك بلات، والد بن بلات، الذي أعاد تمثيل أدائه في دور البطولة. صدر في 24 سبتمبر 2021، وكان خيبة أمل في شباك التذاكر وتلقى مراجعات سلبية من النقاد. هذا إلى جانب مبيعات التذاكر القليلة التي تسبب فيها وباء COVID-19 ، أصبحت العوامل الرئيسية التي من شأنها أن تؤدي إلى إغلاق كل من إنتاجي Broadway و West End.

## الأدوار والممثلين الأساسيين

### الطاقم
| الاسم                                 | قد تقرأ (2014)     | قراءة يوليو (2014) | قراءة سبتمبر (2014) | ورشة مارس و واشنطن العاصمة (2015) | خارج برودواي (2016) | الأصلي برودواي المصبوب (2016)         | فريق التمثيل الأصلي في جولة الولايات المتحدة (2018) | المصبوب الأصلي تورونتو (2019) | يلقي ويست إند الأصلي (2019) |
| ------------------------------------- | ------------------ | ------------------ | ------------------- | --------------------------------- | ------------------- | ------------------------------------- | --------------------------------------------------- | ----------------------------- | --------------------------- |
| إيفان هانسن                           | بن بلات            | بن بلات            | بن بلات             | بن بلات                           | بن بلات             | بن بلات                               | بن ليفي روس                                         | روبرت ماركوس                  | سام توتي                    |
| هايدي هانسن                           | راشيل باي جونز     | راشيل باي جونز     | راشيل باي جونز      | راشيل باي جونز                    | راشيل باي جونز      | راشيل باي جونز                        | جيسيكا فيليبس                                       | جيسيكا شيرمان                 | ريبيكا ماكينيس              |
| زوي ميرفي                             | باريت ويلبرت ويد   | لورا دريفوس        | لورا دريفوس         | لورا دريفوس                       | لورا دريفوس         | لورا دريفوس                           | ماجي ماكينا                                         | ستيفاني لاروشيل               | لوسي أندرسون                |
| سينثيا ميرفي                          | جينيفر لورا طومسون | جينيفر لورا طومسون | جينيفر لورا طومسون  | جينيفر لورا طومسون                | جينيفر لورا طومسون  | جينيفر لورا طومسون                    | كريستيان نول                                        | كلير رانكين                   | لورين وارد                  |
| لاري ميرفي                            | مايكل بارك         | مايكل بارك         | مايكل بارك          | مايكل بارك                        | جون دوسيت           | مايكل بارك                            | آرون لازار                                          | إيفان بوليونج                 | روبرت يونغ                  |
| كونور ميرفي                           | سوف بولين          | مايك فيست          | مايك فيست           | مايك فيست                         | مايك فيست           | مايك فيست                             | ماريك سميث                                          | شون باتريك دولان              | دوغ كولينج                  |
| جاريد كلاينمان                        | أليكس وايز         | ويل رولاند         | ويل رولاند          | ويل رولاند                        | ويل رولاند          | ويل رولاند                            | جاريد جولدسميث                                      | أليساندرو كوستانتيني          | جاك لوكستون                 |
| الانا بيك                             | ايرين ويلهيلمي     | إميلي والتون       | إميلي سكيجز         | الكسيس مولنار                     | كريستولين لويد      | كريستولين لويد                        | فيبي كويابي                                         | شاكورا ديكرسون                | نيكول راكيل دينيس           |
| إيفان هانسن البديل (Est. سبتمبر 2017) | غير متاح           | غير متاح           | غير متاح            | غير متاح                          | غير متاح            | مايكل لي براون (مفترض في سبتمبر 2017) | ستيفن كريستوفر أنتوني                               | زكاري نوح بيسير               | ماركوس هارمان               |

### بدائل طاقم برودواي البارزة
- إيفان هانسن: نوح جالفين، [6] تايلور ترينش، [6] أندرو بارث فيلدمان، [7] جوردان فيشر، [8] بن ليفي روس، [9] زاكاري نوح بيسر، ستيفن كريستوفر أنتوني، وسام بريماك
- زوي ميرفي: مالوري بكتل، [10] غابرييل كاروبا، تاليا سيمون روبنسون
- هايدي هانسن: ليزا بريشيا، [11] جيسيكا فيليبس
- سينثيا ميرفي: كريستيان نول، آن ساندرز
- لاري مورفي: إيفان هيرنانديز، مانويل فيلسيانو
- كونور ميرفي: أليكس بونييلو، [12] ديفيد جيفري، نوح كيزرمان
- جاريد كلاينمان: سكاي لاكوتا لينش، جاريد جولدسميث، جاتن ماتاراتزو [13]
- الانا بيك: فينيكس بيست، سامانثا ويليامز، فيبي كويابي

### الشخصيات
- إيفان هانسن - طالب ثانوي يعاني من القلق الاجتماعي. تم تكليفه من قبل معالجه لكتابة رسائل لنفسه حول سبب كون كل يوم سيكون جيدًا، والذي يصبح حافزًا لمؤامرة القصة (ومن هنا جاءت تسميته، عزيزي إيفان هانسن).
- هايدي هانسن - والدة إيفان، وهي مساعدة ممرضة تحضر مدرسة شبه قانونية ليلاً، وغالبًا ما تترك إيفان بمفرده نتيجة لذلك.
- كونور ميرفي - زميل مخنث مغلق لإيفان وكبار المدرسة الثانوية، وهو مثل إيفان، منبوذ اجتماعيًا ليس لديه أصدقاء، ومتعاطي مخدرات متكررًا، ويتأقلم مع ميوله العدوانية والعنيفة. ينتحر كونور في النهاية خلال الفصل الأول. يظهر شبحه في ذهن إيفان خلال بقية المسرحية الموسيقية.
- زوي ميرفي - أخت كونور الصغرى وسحق إيفان منذ فترة طويلة. لم تكن قريبة من كونور أبدًا، حتى أنها كرهته واعتقدت أنه وحش، لكنها تتمنى لو كانت تعرفه بشكل أفضل وتتحول إلى إيفان بعد أن كذب وتقول إنه كان صديقًا لكونور.
- سينثيا ميرفي - والدة كونور وزوي في المنزل. تحاول باستمرار منع أسرتها الهشة من الانهيار ولكنها غالبًا ما تفشل.
- لاري مورفي - والد كونور وزوي المشغول والبعيد.
- ألانا بيك - زميل إيفان الجاد ولكن الميلودرامي. إنها تبحث باستمرار عن الأنشطة الأكاديمية وغير المنهجية لتعزيز فرصها في الالتحاق بالجامعة.
- جاريد كلاينمان - صديق إيفان اللطيف والساخر. ساعد إيفان وألانا في العثور على مشروع كونور.

## الإنتاج

### الإنتاج الأصل -واشنطن العاصمة
عرض عزيزي إيفان هانسن لأول مرة في مسرح أرينا في واشنطن العاصمة، من 10 يوليو إلى 23 أغسطس 2015. من إخراج مايكل جريف، تميز الإنتاج بفرق أوركسترا من قبل Alex Lacamoire ، وإخراج الموسيقى من Ben Cohn ، وتصميم David Korins وتصميم الإسقاط من قبل Peter Nigrini . ظهر بن بلات في دور العنوان.

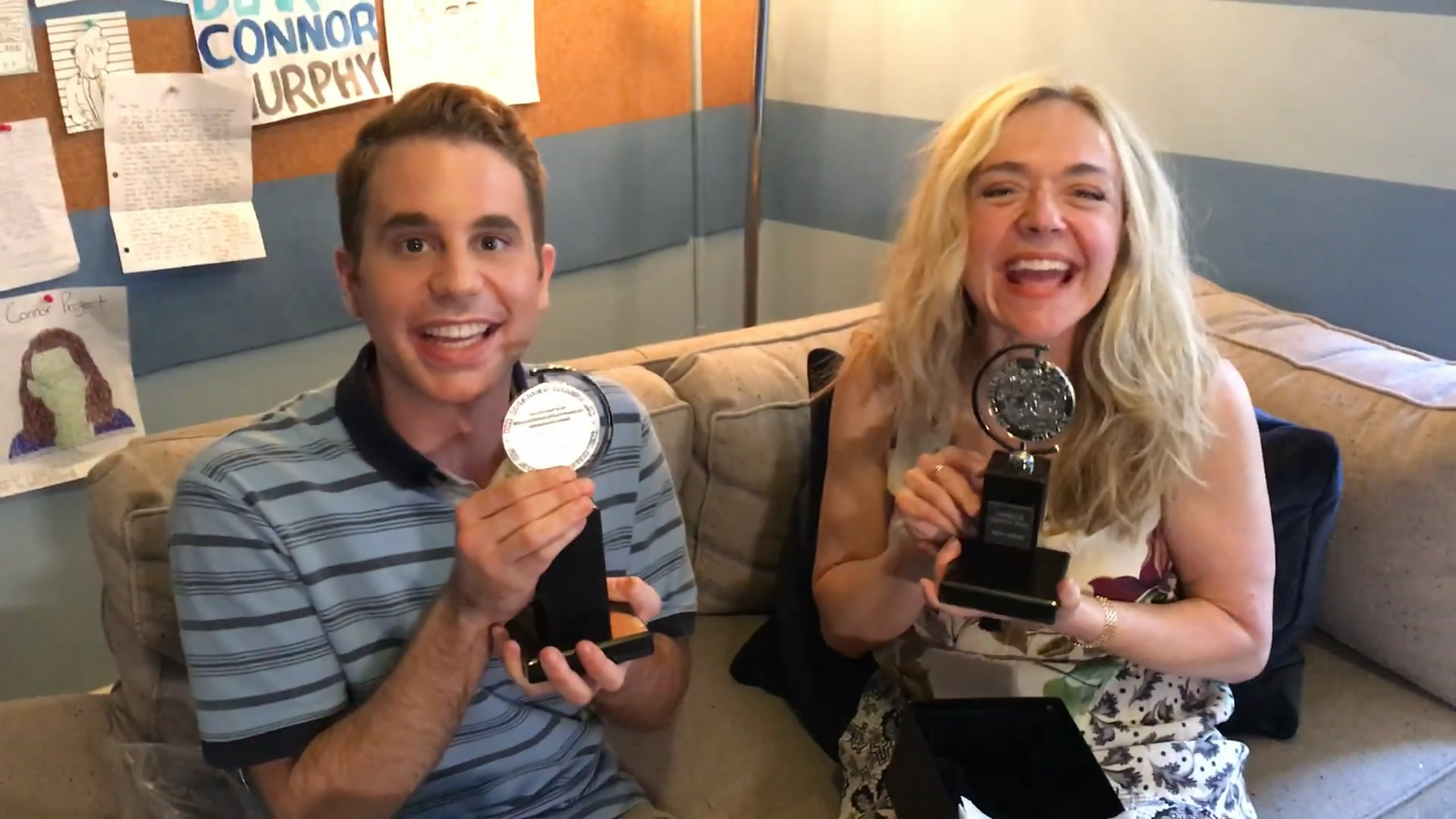
تلقى بن بلات وريتشيل باي جونز الثناء على تأليف أدوار إيفان هانسن وهايدي هانسن، وفازوا بجوائز توني لأفضل ممثل في مسرحية موسيقية وأفضل ممثلة موسيقية على التوالي.

حظيت المسرحية الموسيقية بإشادة من النقاد، خاصة لأداء بن بلات الرائد، والكلمات، والكتاب. كما قدمت القصة وشجعت الحوار المفتوح حول موضوعاتها المتعلقة بالأمراض العقلية وانتحار الشباب. عزيزي إيفان هانسن ، حاصل على جائزة Edgerton Foundation New Play لعام 2015.

## الاقتباسات

### رواية
تم تكييف المسرحية الموسيقية في رواية شابة من قبل الممثل والمغني وكاتب الأغاني فال إميش، بالتعاون مع باسيك وبول وليفينسون. تم إصدار الرواية التي تحتوي على مواد إضافية تستند إلى المشاهد والأغاني المقطوعة من تطور العرض والتي تتجلى وتتوسع في القصة، بواسطة Little، Brown Books for Young Readers في 9 أكتوبر 2018. تم إصدار كتاب صوتي في نفس التاريخ مع روايات بن ليفي روس ومايك فايست ومالوري بكتل. ظهرت لأول مرة في قائمة New York Times الأكثر مبيعًا في المرتبة الثانية للأسبوع الذي يبدأ في 28 أكتوبر 2018.

### فيلم
في 29 نوفمبر 2018، أُعلنت يونيفرسال بيكشرز أنها اختارت المسرحية الموسيقية لعمل نسخة على شكل فيلم. من إخراج ستيفن تشبوسكي من سيناريو ليفنسون، الذي سينتج أيضًا مع مايكل بيدرمان، مينديتش، باسيك وبول. يعمل مارك بلات وآدم سيجل كمنتجين. أعاد بن بلات تمثيل أدائه في دور البطولة، كما فعل كولتون رايان في دور كونور ميرفي، وهو الدور الذي درس فيه في إنتاج برودواي. انضم إليهم كايتلين ديفر في دور زوي مورفي، وجوليان مور في دور هايدي هانسن، وإيمي آدامز في دور سينثيا ميرفي، وداني بينو في دور لاري مورفي، ونيك دوداني في دور جاريد كلاينمان، وأماندلا ستينبرغ في دور ألانا بيك.  ستتعاون Stenberg أيضًا مع Pasek و Paul في كتابة "The Anonymous Ones"، وهي أغنية جديدة لشخصيتها، والتي تم توسيع دورها للفيلم.  أعيد تصور شخصية لاري ميرفي على أنها لاري مورا، والد زوج زوي وكونور بدلاً من والدهما البيولوجي كما في النسخة المسرحية. شخصية جاريد كلاينمان أعيد تصورها على أنها «جاريد كالواني» لتلائم اختيار دوداني. كما سيشهد العرض الأول للفيلم الروائي الطويل DeMarius Copes و Gerald Caesar و Isaac Cole Powell ، وجميعهم سيلعبون شخصيات جديدة تم إنشاؤها للفيلم. سيلعب كوبس دور أوليفر، أحد أصدقاء زوي، بينما سيلعب قيصر وباول مع طلاب المدارس الثانوية جوش وريس.  ومن المقرر أيضًا أن تظهر الوافدة الجديدة ليز كيت في الفيلم بدور جيما. بدأ التصوير في 25 أغسطس 2020 في أتلانتا، جورجيا ولوس أنجلوس، كاليفورنيا.   في 15 ديسمبر 2020، أكدت رئيسة مجموعة Universal Filmed Entertainment Group دونا لانجلي أن الفيلم سيختتم الإنتاج في ذلك الشهر. في 18 مايو 2021، أكد بن بلات أن أغنية جديدة أخرى بعنوان "A Little Closer" كُتبت للفيلم، وكشف لاحقًا أنها كُتبت لكونور ميرفي.   الأغاني «تختفي»، و«لكسر في قفاز»، و«أي شخص لديه خريطة؟» تم حذف و "Good for You"، ولكن الأخيرين تم سماعهما بشكل فعال من قبل فرقة المسيرة في المدرسة الثانوية في مشهد في وقت مبكر من الفيلم. تم تغيير النهاية أيضًا للفيلم، بحيث يمكن وفقًا لبلات، محاسبة «إيفان المخادع أكثر من المسرحية الموسيقية».  تم عرض الفيلم لأول مرة في العالم باعتباره العرض الافتتاحي ليلا غالا لمهرجان تورنتو السينمائي الدولي 2021 في 9 سبتمبر 2021،  يليه إصدار مسرحي في 24 سبتمبر 2021، بما في ذلك عروض IMAX. 
لم يلق الفيلم استحسانًا مثل النسخة المسرحية، وانتقده الجمهور قبل أشهر من العرض الأول، واتهمه بالمحسوبية لقرار صانعي الفيلم أن يعيد بلات، في سن 27، دوره كمراهق.  كان للفيلم أرباح شباك التذاكر الافتتاحي في نهاية الأسبوع بمبلغ 7.5 مليون دولار في جميع أنحاء العالم وانتهى من عرضه في المسارح بمبلغ 19.1 مليون دولار. تلقت أربعة ترشيحات في جوائز Golden Raspberry 42nd ، بما في ذلك أسوأ مخرج، أسوأ ممثل (لـ Ben Platt) وأسوأ ممثلة مساعدة (لـ Amy Adams).

## كتب
- Levenson، Steven؛ Pasek، Benj؛ Paul، Justin (2017). Dear Evan Hansen. Theatre Communications Group. 144. ISBN:978-1559365604.
- Levenson، Steven؛ Pasek، Benj؛ Paul، Justin (2017). Dear Evan Hansen: Through the Window. Grand Central Publishing. 224. ISBN:978-1538761915.

## أنظر أيضا
- مسرحية موسيقية

## روابط خارجية
- الموقع الرسمي
- عزيزي إيفان هانسن at the Internet Off-Broadway Database